# III конная когорта лузитанов
III конная когорта лузитанов (лат. Cohors III Lusitanorum equitata) — вспомогательное подразделение армии Древнего Рима.
Данное подразделение было сформировано в Лузитании в начале принципата, вероятно, по приказу императора Октавиана Августа, на что указывают две самые ранние надписи из Аквилеи. В период правления династии Юлиев-Клавдиев когорта дислоцировалась в Нижней Германии. Есть предположение, что около 102/103 года когорта вместе с X Парным легионом была переброшена в Нижнюю Паннонию, где её пребывание подтверждено рядом военных дипломов, относящихся к периоду 110—167 годов. В дипломе от 110 года когорта имеет прозвище «Вечно преданная», которое она получила вместе с остальными подразделениями гарнизона Нижней Германии после 89 года. Данные о нахождении когорты в Нижней Паннонии весьма немногочисленны. Согласно одной надписи, её лагерь располагался в местечке Ад Статуас.